# Arrow Rock State Historic Site Lookout Shelter
L'Arrow Rock State Historic Site Lookout Shelter est un abri de pique-nique faisant également office de point de vue panoramique à Arrow Rock, dans le comté de Saline, au Missouri, dans le centre des États-Unis. Protégé au sein de l'Arrow Rock State Historic Site, cet édicule dans le style rustique du National Park Service est inscrit au Registre national des lieux historiques depuis le 27 février 1985.